# Секрет (сингл)
Секрет — четвертий сингл українського гурту Друга Ріка з сьомого студійного альбому Піраміда, презентація якого відбулася 26 грудня 2017 року. Допрем'єрний показ відео відбувся 24 квітня у рамках квартирника з Дашою Коломієць від Megogo , а 25 квітня робота стала доступною і на офіційному YouTube-каналі. Трохи згодом, 15 травня, у мережі з'явився й ремікс на пісню від Андрія Бакуна  [Архівовано 16 травня 2018 у Wayback Machine.]. Також композиція є заголовним треком вищеназванного альбому.

## Про сингл
За словами фронтмена гурту — Валерія Харчишина, близькі люди плакали, коли вперше її слухали. І саме вони вмовили Валерія зробити її синглом:
|  | Мене попросили її зараз дати. І навіть моя дружина долучилася до того, і мої колеги, з якими я працюю практично випросили цю пісню в Новий Рік. Я не дуже хотів це робити, але якщо люди просять, то нехай люди і слухають. |

Після того, як було презентовано відеокліп на пісню, український електронник Андрій Бакун, сам звернувся до фронтмена гурту з пропозицією зробити ремікс на цей трек. За його словами, його дуже зачепила пісня, в якій є звернення до сина. Так співпало, що й у самого Бакуна теж є двоє синів — як і у Валерія. Тому він висловив ідею реміксувати трек, що відразу і зробив у популярній тепер гаузовій стилістиці .

## Про відео
Для роботи над відео, музиканти повернулися до Ані Бурячкової, з якою раніше було відзнято кліп на трек «Ти є я». Зйомки пройшли у перерві між концертами в Одесі та Миколаєві, під час першої частини всеукраїнського туру на підтримку альбому «Піраміда».
|                                 | Я не знаю, чи повинні люди ділитися секретами, але розповідають їх усі. Або ж багато хто з нас. Напевно, так ми усі економимо на психіатрах. У мене небагато секретів. Швидше за все, один, та й того немає. Він би виник, якби мені вдалося домовитися з Богом. Адже пісня — це розмова з Ним. |
| — Валерій Харчишин, лідер гурту | |

## Список композицій
| #  | Назва                                   | Тривалість |
| -- | --------------------------------------- | ---------- |
| 1. | «Секрет (Альбомна версія)»              | 4:40       |
| 2. | «Секрет (Radio Edit)»                   | 3:28       |
| 3. | «Секрет (Bakun Remix)»                  | 3:45       |
| 4. | «Секрет (Bakun Remix) Extended Version» | 4:11       |

## Учасники запису
Друга Ріка
- Валерій Харчишин — вокал
- Олександр Барановський — гітара
- Дорошенко Олексій — ударні
- Біліченко Сергій — гітара
- Сергій Гера (Шура) — клавішні
- Андрій Лавриненко — бас-гітара

Запрошені музиканти
- Микола Блошкін — тромбон
- Олександр Нужда — труба
- Тарас Довгопол — валторна

## Чарти
Секрет
| Чарт (2018)                                                                   | Позиція |
| ----------------------------------------------------------------------------- | ------- |
| Rock Top 20 [Архівовано 4 квітня 2020 у Wayback Machine.]                     | 8       |
| Top City & Country Radio Hits [Архівовано 27 березня 2019 у Wayback Machine.] | 1       |

Секрет (Bakun Remix)
| Чарт (2018)                                                      | Позиція |
| ---------------------------------------------------------------- | ------- |
| Ukraine Top 40 [Архівовано 14 листопада 2014 у Archive.is]       | 2       |
| Ukraine Top 20 [Архівовано 14 листопада 2014 у Archive.is]       | 2       |
| Ukraine Dance Top 20 [Архівовано 14 листопада 2014 у Archive.is] | 1       |

| Річний чарт (2018)                                         | Позиція |
| ---------------------------------------------------------- | ------- |
| Ukraine Top 40 [Архівовано 14 листопада 2014 у Archive.is] | 10      |